# Baltasar del Río
Baltasar del Río (Palencia ca.1480 - Roma, 1 de enero de 1541) fue un sacerdote español. El 22 de octubre de 1515 fue nombrado por el papa León X obispo de la diócesis de Scala en el reino de Nápoles. En 1520 obtuvo el arcedianato de Niebla y en 1532 se trasladó a Sevilla por orden del papa Clemente VII con la finalidad de dirimir la solicitud de dispensa en cuarto grado de consanguinidad para el matrimonio entre Juan Téllez de Girón y María Enríquez. Permaneció en Sevilla hasta 1540, estableciendo en su testamento el deseo de ser enterrado en la catedral de Sevilla, poco después viajó a Roma donde falleció el 1 de enero de 1541, por lo que no se pudo cumplir su deseo y fue enterrado en la iglesia de Santiago de los Españoles. 

## Estancia en Sevilla
Durante el periodo que vivió en esta ciudad dotó a sus expensas una capilla de la Catedral, que desde entonces recibe el nombre de Capilla de Scala en honor de su fundador, y está dedicada a la Virgen de Consolación y los apóstoles. Fundó una cofradía con la finalidad de socorrer a los pobres, tras comprobar la gran mortalidad que ocasionó una hambruna en 1521, que provocó un motín popular que se ha llamado Motín del pendón verde. Con la intención de custodiar el trigo que habría de darse como limosna a los pobres compró un edificio  destinado a granero ubicado en las proximidades del Archivo de Indias. En 1531 instituyó un concurso literario para alentar a los jóvenes al estudio de la oratoria y la poesía, las tres primeras ediciones se celebraron en el Palacio arzobispal de Sevilla.